# 케빈 (1986년)
케빈(Kevin, 본명: 임대헌, 1986년 1월 23일~)은 대한민국의 가수로, 2006년 2월 당시에 서울의 신촌과 이태원의 언더그라운드 라이브 클럽에서 록 발라드 음악 가수로 처음 활약하였으며, 이후 JYP엔터테인먼트, 내츄럴리뮤직, C2L엔터테인먼트 등을 전전하다가 10년 후 2016년 《서커스 크레이지》의 구성원으로 《CIRCUS CRAZY》라는 음반을 발표하였다.

## 방송
- 열혈남아 (2008) - 5위
- 너의 목소리가 보여 시즌 3기 (2016)

## 음반
- CIRCUS CRAZY (2016)
- Only You (with 이새봄) (2016)
- 봄의 거짓말 (2017)